# Thélia Sigère
Thélia Sigère (Fort-de-France, 3 giugno 1985) è un'ex velocista francese, originaria della Martinica.

## Biografia
Nata in Martinica, ha gareggiato a livello internazionale per la Francia, da cui il territorio dei Caraibi dipende. Con la nazionale francese ha partecipato ad alcune gare individuali dei 400 metri piani, sfiorando il podio nel corso dei Europei under 23 in Ungheria nel 2007, ma soprattutto nelle gare di staffetta, con cui ha vinto due medaglie agli Europei under 23 e partecipato alle maggior manifestazioni seniores di atletica leggera. Ha fatto parte, infatti, del team femminile dei 4×400 metri in occasione dei Giochi olimpici di Pechino 2008.

## Palmarès
| Anno                              | Manifestazione     | Sede          | Evento      | Risultato  | Prestazione | Note |
| --------------------------------- | ------------------ | ------------- | ----------- | ---------- | ----------- | ---- |
| In rappresentanza della Francia   |                    |               |             |            |             |      |
| 2004                              | Mondiali juniores  | Grosseto      | 4×400 m     | 6ª         | 3'33"88     |      |
| 2005                              | Europei under 23   | Erfurt        | 400 m piani | Batteria   | dq          |      |
| 2005                              | Europei under 23   | Erfurt        | 4×400 m     | Bronzo     | 3'31"91     |      |
| 2006                              | Europei            | Göteborg      | 400 m piani | Batteria   | 53"52       |      |
| 2006                              | Europei            | Göteborg      | 4×400 m     | 7ª         | 3'32"28     |      |
| 2007                              | Europei under 23   | Debrecen      | 400 m piani | 4ª         | 52"49       |      |
| 2007                              | Europei under 23   | Debrecen      | 4×400 m     | Argento    | 3'30"56     |      |
| 2007                              | Mondiali           | Osaka         | 4×400 m     | Batteria   | 3'29"87     |      |
| 2008                              | Giochi olimpici    | Pechino       | 4×400 m     | Batteria   | 3'26"61     |      |
| 2009                              | Europei indoor     | Torino        | 400 m piani | Semifinale | 53"48       |      |
| 2010                              | Europei            | Barcellona    | 4×400 m     | 5ª         | 3'28"11     |      |
| In rappresentanza della Martinica |                    |               |             |            |             |      |
| 2002                              | Giochi CARIFTA U17 | Nassau        | 100 m piani | Batteria   | 12"15       |      |
| 2002                              | Giochi CARIFTA U17 | Nassau        | 200 m piani | Batteria   | 24"65       |      |
| 2003                              | Giochi CARIFTA U20 | Port of Spain | 400 m piani | 7ª         | 56"91       |      |
| 2003                              | Giochi CARIFTA U20 | Hamilton      | 400 m piani | 5ª         | 56"01       |      |